# Planete transneptuniene

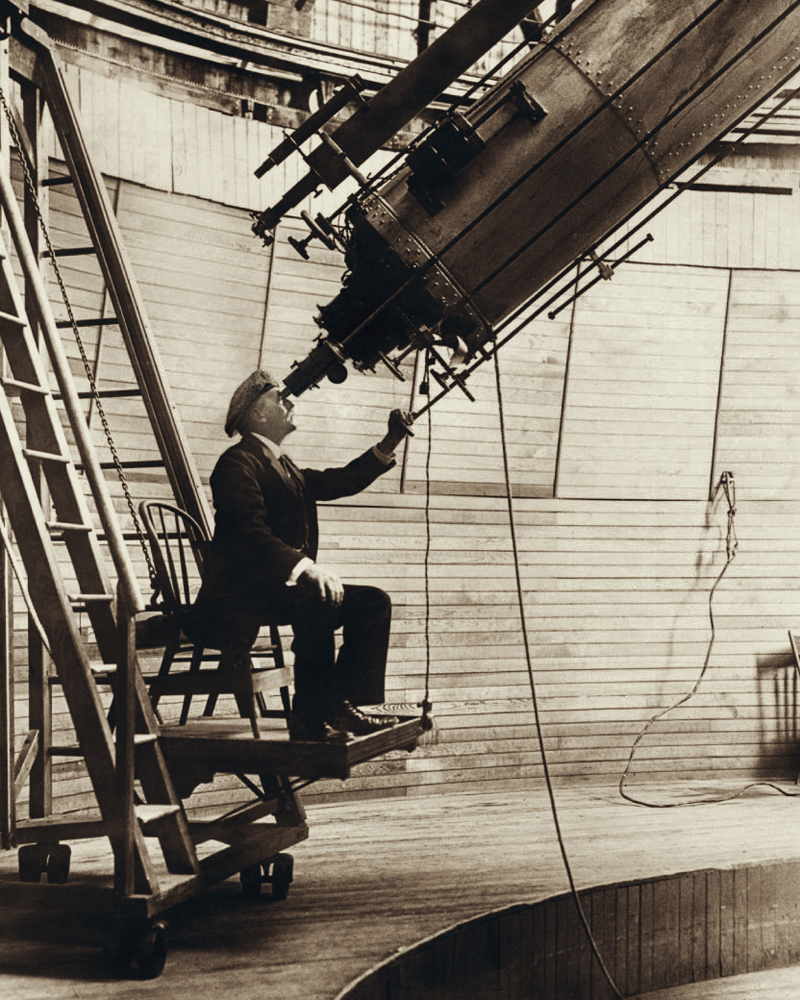
Percival Lowell, cel ce a formulat ipoteza Planeta X

După descoperirea în 1846 a planetei Neptun, au existat multe speculații că dincolo de orbita sa ar putea exista o altă planetă, „transneptuniană”. Căutarea a început la mijlocul secolului al XIX-lea și a continuat la începutul secolului al XX-lea cu căutarea de către Percival Lowell a Planetei X. Lowell a propus ipoteza Planetei X pentru a explica neregularitățile în orbitele planetelor gigantice, în special Uranus și Neptun, speculând că gravitația unei a noua planete, încă nedescoperită, ar putea perturba⁠(d) pe Uranus suficient pentru a explica abaterile.
Descoperirea lui Pluto în 1930 de către Clyde Tombaugh a părut să valideze ipoteza lui Lowell, iar Pluto a fost numit oficial a noua planetă. În 1978 s-a stabilit concludent că Pluto este prea mic pentru ca gravitația sa să afecteze planetele gigantice, ceea ce a dus la o scurtă căutare a unei a zecea planete. Căutarea a fost practic abandonată la începutul anilor 1990, când un studiu al măsurătorilor efectuate de sonda spațială Voyager 2 a constatat că neregulile observate pe orbita lui Uranus se datorau unei ușoare supraestimări a masei lui Neptun. După 1992, descoperirea a numeroase obiecte mici de gheață cu orbite similare sau chiar mai mari decât cea a lui Pluto a condus la o dezbatere dacă Pluto ar trebui să rămână o planetă sau dacă ea și vecinii săi ar trebui, ca asteroizii, să primească propria clasificare separată. Deși unii dintre membrii mai mari ai acestui grup au fost descriși inițial drept planete, în 2006 Uniunea Astronomică Internațională (UAI) a reclasificat pe Pluto și pe cei mai mari vecini ai săi drept planete pitice, lăsând-ul pe Neptun cea mai îndepărtată planetă cunoscută din sistemul solar.
În timp ce aproape toată comunitatea astronomică este de acord că Planeta X, așa cum sa preconizat inițial, nu există, conceptul de planetă încă neobservată a fost reînviat de unii astronomi pentru a explica alte anomalii observate în sistemul solar exterior. Din martie 2014 observațiile cu telescopul WISE⁠(d) au exclus posibilitatea existenței unui obiect de mărimea lui Saturn (95 de mase ale Pământului) la 10 000 UA și un obiect de mărimea lui Jupiter (≈318 de mase ale Pământului) sau mai mare până la 26 000 UA.
În 2014 pe baza asemănărilor dintre orbitele unui grup de obiecte transneptuniene extreme descoperite recent, astronomii au emis ipoteza existenței unei planete mai mari decât Pământul, un gigant de gheață la de 2 ori până la de 15 ori masa Pământului și dincolo de 200 UA cu o orbită posibil foarte înclinată de aproximativ 1500 UA. Cercetări ulterioare au arătat în 2016 că această planetă îndepărtată necunoscută este probabil să se afle pe o orbită înclinată, excentrică, care nu se apropie mai mult de aproximativ 200 UA și nu se depărtează mai mult de aproximativ 1200 UA de Soare. Se prevede că orbita sa va fi aliniată opus cu grupul obiectelor transneptuniene extreme. Deoarece Pluto nu mai este considerat o planetă de către UAI, acest nou obiect ipotetic a devenit cunoscut sub numele de „a noua planetă”.

## Speculații mai vechi

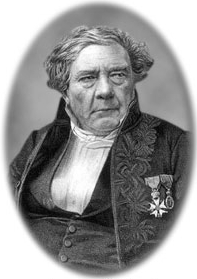
Jacques Babinet, un susținător timpuriu al unei planete transneptuniene

În anii 1840, matematicianul francez Urbain Le Verrier a folosit mecanica newtoniană pentru a analiza perturbațiile de pe orbita lui Uranus și a emis ipoteza că acestea au fost cauzate de atracția gravitațională a unei planete încă nedescoperite. Le Verrier a prezis poziția acestei noi planete și a trimis calculele sale astronomului german Johann Gottfried Galle. La 23 septembrie 1846, în noaptea de după primirea scrisorii, Galle și studentul său, Heinrich Louis d'Arrest, au descoperit Neptun, exact acolo unde prezisese Le Verrier. Au rămas câteva mici discrepanțe în orbitele planetelor uriașe. S-a considerat că acestea ar indica existența unei alte planete care orbitează dincolo de Neptun.
Chiar înainte de descoperirea lui Neptun, unii au speculat că o singură planetă nu era suficientă pentru a explica discrepanța. La 17 noiembrie 1834, astronomul amator britanic, reverendul Thomas John Hussey⁠(d), a raportat lui George Biddell Airy, astronomul regal britanic, o conversație pe care a avut-o cu astronomul francez Alexis Bouvard. Hussey a spus că atunci când i-a sugerat lui Bouvard că mișcarea neobișnuită a lui Uranus s-ar putea datora influenței gravitaționale a unei planete nedescoperite, Bouvard a răspuns că i-a venit și lui ideea și că a corespondat cu Peter Andreas Hansen, director al Observatorului Seeberg⁠(d) din Gotha, despre subiect. Opinia lui Hansen a fost că un singur corp nu ar putea explica în mod adecvat mișcarea lui Uranus și a postulat că dincolo de Uranus se află două planete.
În 1848 Jacques Babinet a ridicat o obiecție la calculele lui Le Verrier, susținând că masa observată a lui Neptun era mai mică și orbita sa mai mare decât a prezis Le Verrier inițial. El a postulat, bazat în mare parte pe o simplă scădere din calculele lui Le Verrier, că o altă planetă, având aproximativ 12 mase Pământului, pe care a numit-o „Hyperion”, trebuie să existe dincolo de Neptun. Le Verrier a denunțat ipoteza lui Babinet, spunând: „[Nu există] absolut nimic prin care să se poată determina poziția unei alte planete, cu excepția ipotezelor în care imaginația a jucat un rol prea mare.”
În 1850 James Ferguson, astronom asistent la Observatorul Naval al Statelor Unite⁠(d), a remarcat că „pierduse” o stea pe care o observase, GR1719k, pe care lt. Matthew Maury, superintendentul Observatorului, a susținut că este o dovadă că trebuie să fie o nouă planetă. Căutările ulterioare nu au reușit să recupereze „planeta” într-o poziție diferită, iar în 1878, Christian Heinrich Friedrich Peters, directorul Observatorului Colegiului Hamilton⁠(d) din New York, a arătat că steaua nu dispăruse de fapt și că rezultatele anterioare se datoraseră erorii umane.
În 1879 Camille Flammarion a remarcat că cometele 109P/Swift-Tuttle și 177P/Barnard⁠(d) aveau afeliile la 47, respectiv 49 UA, sugerând că ar putea marca raza orbitală a unei planete necunoscute care le-a plasat pe o orbită eliptică. Pe baza acestor dovezi astronomul George Forbes⁠(d) a tras concluzia că dincolo de Neptun trebuie să existe două planete. El a calculat elementele orbitale ale unei perechi de planete ipotetice transneptuniene pe baza faptului că patru comete aveau afelie la aproximativ 100 UA și alte șase aveau afelie grupate la aproximativ 300 UA. Aceste elemente corespundeau sugestiv cu cele realizate independent de un alt astronom, David Peck Todd⁠(d), sugerând multora că ar putea fi valide. Însă scepticii au susținut că și orbitele cometelor implicate erau și ele prea incerte pentru a se obține rezultate semnificative. Unii au considerat ipoteza lui Forbes un precursor al celei de a noua planetă.
În 1900 și 1901, directorul Observatorului Colegiului Harvard⁠(d), William Henry Pickering a condus două căutări de planete transneptuniene. Prima a fost începută de astronomul danez Hans Emil Lau⁠(d) care, după ce a studiat datele privind orbita lui Uranus din 1690 până în 1895, a ajuns la concluzia că o singură planetă transneptuniană nu poate explica abaterile din orbita sa și a postulat pozițiile a două planete despre care el credea că sunt responsabile. A doua căutare a fost lansată când Gabriel Dallet a sugerat că o singură planetă transneptuniană situată la 47 UA ar putea explica mișcarea lui Uranus. Pickering a fost de acord să examineze plăcile pentru orice planetă suspectată. În nici unul dintre cazuri nu s-a găsit nimic.
În 1902, după ce a observat orbitele cometelor cu afelii dincolo de Neptun, Theodor Grigull din Münster, verificând abaterile de pe orbita lui Uranus, a proclamat existența unei planete de mărimea lui Uranus la 50 UA, cu o perioadă de 360 de ani, pe care a numit-o Hades. În 1921, Grigull și-a revizuit perioada orbitală la 310–330 de ani, pentru a se potrivi mai bine cu abaterile observate.
În 1909 Thomas Jefferson Jackson See⁠(d), un astronom cu reputația de egocentric contrazicător, a opinat că „există cu siguranță una, cel mai probabil două și posibil trei planete dincolo de Neptun”. Numind provizoriu prima planetă „Oceanus”, el le-a plasat la distanțele de 42, 56 și 72 UA de Soare. Nu a dat nicio indicație cu privire la modul în care le-a determinat existența și nu au fost efectuate căutări cunoscute pentru a le localiza.
În 1911 astronomul indian Venkatesh P. Ketakar a sugerat existența a două planete transneptuniene, pe care le-a numit după zeii hinduși Brahma și Vișnu, prin prelucrarea tiparelor observate de Pierre-Simon de Laplace în sateliții lui Jupiter și aplicarea acestora la planetele exterioare. Cei trei Sateliți galileeni interiori ai lui Jupiter, Io, Europa și Ganymede, apar într-un ansamblu complicat, cu o rezonanță Laplace de 1:2:4. Ketakar a sugerat că Uranus, Neptun și ipoteticele sale planete transneptuniene sunt, de asemenea, în rezonanțe Laplace asemănătoare. Acest lucru este incorect, Uranus și Neptun, deși sunt într-o rezonanță de aproape 2:1, nu sunt în rezonanță perfectă. Calculele sale au prezis pentru Brahma o distanță medie de 38,95 UA și o perioadă orbitală de 242,28 ani pământeni (rezonanță 3:4 cu Neptun). Când Pluto a fost descoperit 19 ani mai târziu, distanța sa medie de 39,48 UA și perioada orbitală de 248 de ani pământeni erau aproape de predicția lui Ketakar (Pluto are de fapt o rezonanță 2:3 cu Neptun). Ketakar nu a făcut nicio predicție pentru elementele orbitale, în afară de distanța medie și perioada. Nu este clar cum a ajuns Ketakar la aceste cifre, iar a doua sa planetă, Vishnu, nu a fost niciodată localizată.

## Planeta X
În 1894, cu ajutorul lui William Pickering, Percival Lowell a fondat în Flagstaff, Arizona observatorul Lowell⁠(d). În 1906, convins că poate rezolva problema orbitei lui Uranus, a început un proiect amplu de căutare a unei planete trans-neptuniene, pe care a numit-o „Planeta X”, un nume folosit anterior de către Gabriel Dallet. „X” din nume reprezintă o necunoscută și se pronunță ca literă, spre deosebire de cifra romană pentru 10 (în momentul respectiv, Planeta X ar fi au fost a noua planetă). Speranța lui Lowell în urmărirea planetei X era să-și stabilească credibilitatea științifică, care îi scăpase din cauza credinței sale larg batjocorite că detaliile asemănătoare canalelor, vizibile pe suprafața lui Marte, erau canale construite de o civilizație inteligentă.
Prima căutare a lui Lowell s-a concentrat pe ecliptică, planul cuprins de zodiac unde se află celelalte planete din Sistemul Solar. Folosind o cameră fotografică de 5" (127 mm), el a examinat manual peste 200 de expuneri de trei ore cu o lupă și nu a găsit nicio planetă. În acel moment, Pluto era prea mult deasupra eclipticii pentru a apărea în fotografii. După ce a revizuit posibilele locații prezise, Lowell a efectuat o a doua căutare din 1914 până în 1916. În 1915 a publicat Memoir of a Trans-Neptunian Planet, în care a tras concluzia că Planeta X avea o masă de aproximativ șapte ori mai mare decât cea a Pământului — aproximativ jumătate din cea a lui Neptun și că este situată la o distanță medie de Soare de 43 UA. El a presupus că Planeta X ar fi un obiect mare, cu densitatea scăzută, cu un albedo ridicat, ca planetele gigantice. Ca rezultat, ar arăta sub forma unui disc cu diametrul de aproximativ o secundă de arc și o magnitudine aparentă între 12 și 13, suficient de luminoasă pentru a fi observată.
Separat, în 1908, Pickering a anunțat că analizând neregularitățile de pe orbita lui Uranus, a găsit dovezi pentru o a noua planetă. Planeta sa ipotetică, pe care a numit-o „Planeta O” (pentru că era după „N”, adică Neptun), avea o rază orbitală medie de 51,9 UA și o perioadă orbitală de 373,5 ani. Plăcile obținute la observatorul său din Arequipa, Peru, nu au adus nicio dovadă pentru planeta prezisă, iar astronomul britanic Philip Herbert Cowell⁠(d) a arătat că neregularitățile observate pe orbita lui Uranus au dispărut practic după ce a fost luată în considerare longitudinea. Lowell însuși, în ciuda colaborării sale strânse cu Pickering, a renunțat la Planeta O, spunând: „Această planetă este desemnată foarte corect «O», [pentru că] nu este absolut nimic.” Fără să știe Pickering, patru dintre plăcile fotografice expuse în căutarea „Planetei O” de astronomii de la Observatorul Muntelui Wilson în 1919 au înregistrat imagini cu Pluto, deși acest lucru a fost recunoscut abia ani mai târziu. Pickering a continuat să sugereze multe alte posibile planete trans-neptuniene până în anul 1932, pe care le-a numit „P”, „Q”, „R”, „S”, „T” și „U”, dar niciuna nu a fost detectată vreodată.

### Descoperirea lui Pluto

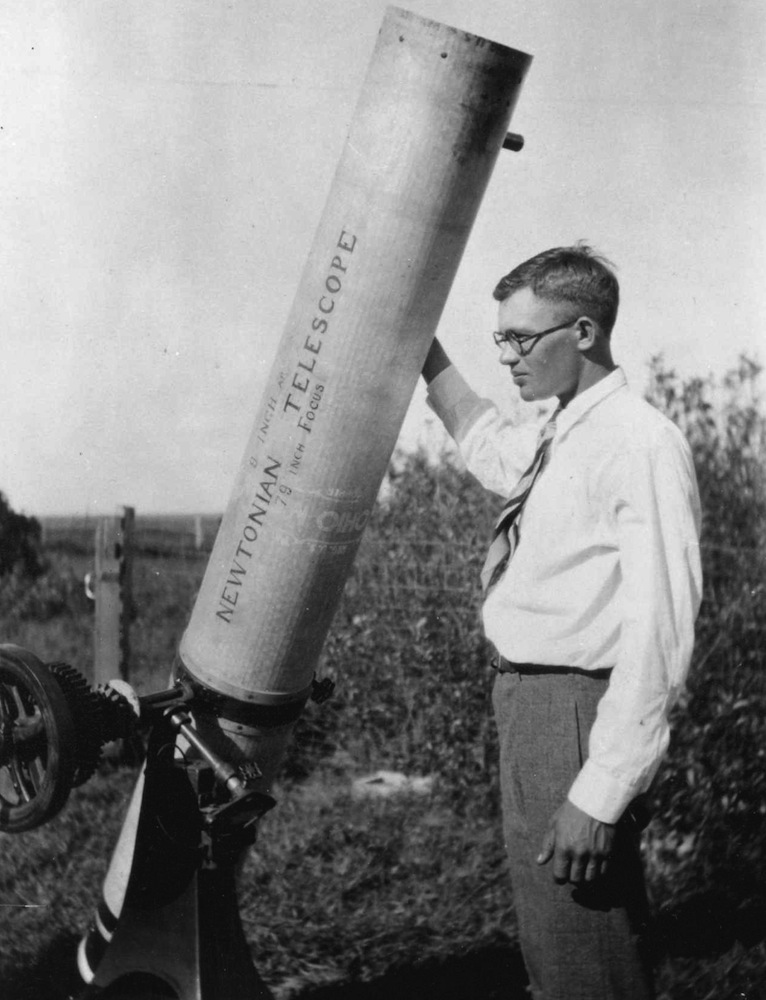
Clyde William Tombaugh

Decesul subit al lui Lowell în 1916 a oprit temporar căutarea Planetei X. Negăsind planeta, conform unui prieten, asta „practic l-a ucis”. Văduva lui Lowell, Constance, sa angajat într-o luptă juridică cu observatorul pentru moștenirea lui Lowell, fapt care a oprit căutarea Planetei X timp de câțiva ani. În 1925, observatorul a obținut discuri de sticlă pentru un nou telescop cu câmp larg de 13" (330,2 mm) pentru a continua căutarea, construit cu fonduri de la Abbott Lawrence Lowell⁠(d), fratele lui Percival. În 1929 directorul observatorului, Vesto Slipher, i-a încredințat sumar sarcina de a localiza planeta lui Clyde Tombaugh, un băiat de 22 de ani de la o fermă din Kansas, care tocmai sosise la Observatorul Lowell după ce Slipher fusese impresionat de o mostră din desenele sale astronomice.
Sarcina lui Tombaugh a fost să fotografieze sistematic secțiuni ale cerului nopții în perechi de imagini. Fiecare imagine dintr-o pereche a fost făcută la interval de două săptămâni. Apoi a plasat ambele imagini ale fiecărei secțiuni într-un aparat numit comparator de clipire⁠(d), care prin alternarea imaginilor dintr-o pereche crea o iluzie a mișcării unui corp planetar. Pentru a reduce șansele ca un obiect care se mișcă mai rapid (și, prin urmare, mai aproape) să fie confundat cu noua planetă, Tombaugh a fotografiat fiecare regiune în apropierea punctului său de opoziție, la 180° de Soare, unde mișcarea aparent retrogradă⁠(d) a obiectelor aflate pe orbite dincolo de Pământ este cea mai mare. De asemenea, a făcut o a treia imagine, de control, pentru a elimina orice rezultate false cauzate de defecte ale unei plăci individuale. Tombaugh a decis să fotografieze întregul zodiac în loc să se concentreze pe acele regiuni sugerate de Lowell.
Până la începutul anilor 1930 căutarea lui Tombaugh ajunsese la constelația Gemenii. La 18 februarie 1930, după ce a căutat aproape un an și a examinat aproape 2 milioane de stele, Tombaugh a descoperit un obiect în mișcare pe plăcile fotografice realizate la 23 și 29 ianuarie ale acelui an. O fotografie de calitate inferioară făcută la 21 ianuarie a confirmat mișcarea. După confirmare, Tombaugh a intrat în biroul lui Slipher și a declarat: „Doctore Slipher, ți-am găsit Planeta X.” Obiectul se afla la doar șase grade de una dintre cele două poziții sugerate de Lowell pentru Planeta X; astfel, în cele din urmă se părea că avusese dreptate. După ce observatorul a făcut alte fotografii de confirmare, la 13 martie 1930 vestea descoperirii a fost telegrafată la Observatorul Colegiului Harvard. Ulterior noul obiect a fost predescoperit pe fotografii care datau din 19 martie 1915. Decizia de a numi obiectul „Pluto” a fost menită parțial să-l onoreze pe Percival Lowell, deoarece inițialele sale formau primele două litere ale cuvântului. După descoperirea lui Pluto, Tombaugh a continuat să caute în ecliptică alte obiecte îndepărtate. El a găsit sute de stele variabile și asteroizi, precum și două comete, dar nu și alte planete.

### Pluto își pierde titlul de PlanetaX

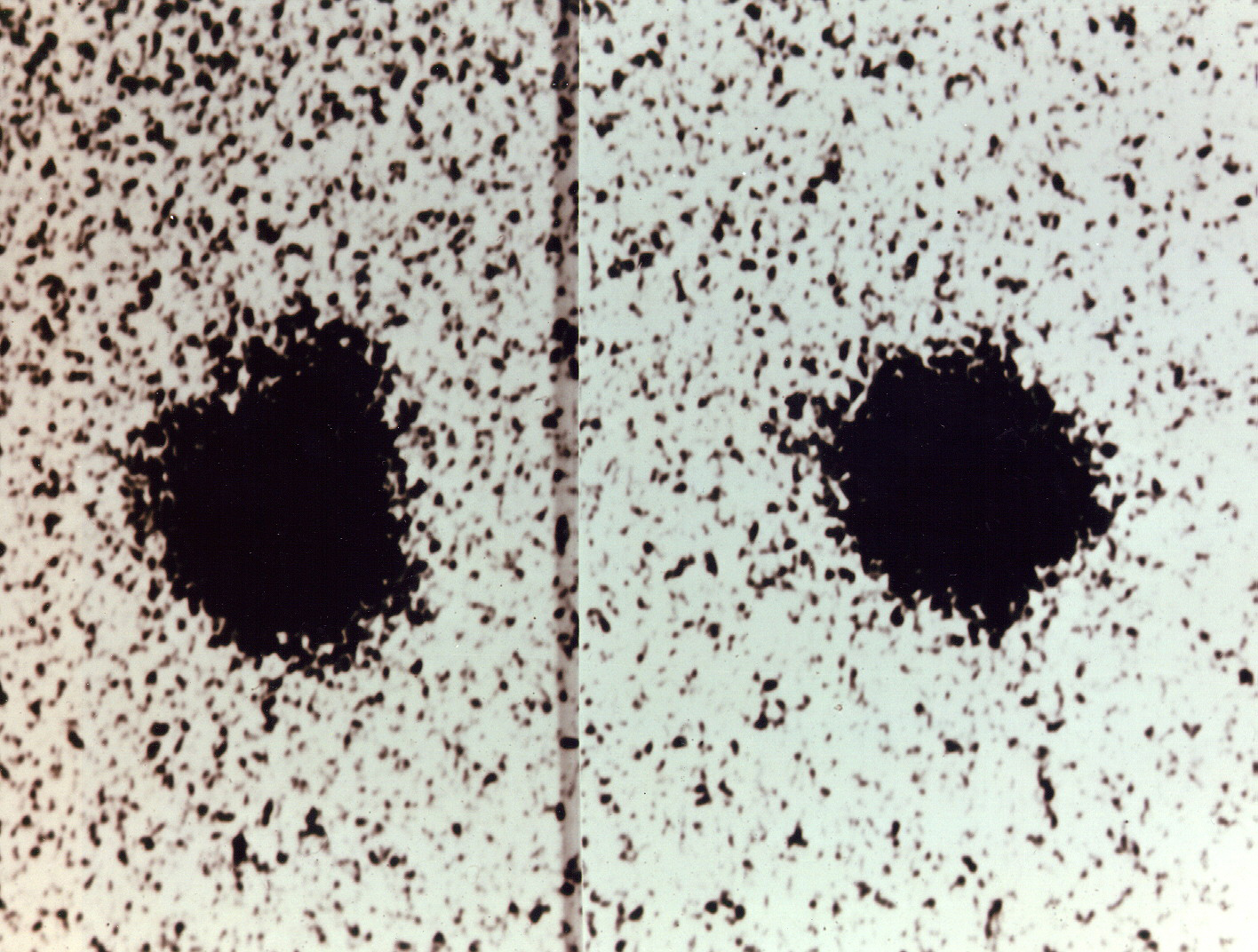
Imaginea descoperirii lui Charon

Spre dezamăgirea și surprinderea observatorului, Pluto nu a prezentat niciun disc vizibil. A apărut ca un punct, nu diferit de o stea și doar de magnitudinea 15, era de șase ori mai slab decât a prezis Lowell, ceea ce însemna că era fie foarte mic, fie foarte întunecat. Din cauza predicțiilor lui Lowell, astronomii au crezut că Pluto ar fi suficient de masiv pentru a perturba planetele. Acest lucru i-a determinat să presupună că albedoul ar putea fi de cel puțin 0,07 (însemnând că ar reflecta cel puțin 7 % din lumina primită), ceea ce l-ar fi făcut pe Pluto cam la fel de întunecat ca asfaltul și similar ca reflectivitate cu cea a planetei cel mai puțin reflectorizante, care este Mercur. Acest lucru i-ar fi dat lui Pluto o masă estimată la cel mult 70 % din cea a Pământului. Observațiile au arătat, de asemenea, că orbita lui Pluto era foarte eliptică, mult mai eliptică decât cea a oricărei alte planete.
Aproape imediat unii astronomi au pus la îndoială statutul lui Pluto ca planetă. La doar o lună după ce descoperirea sa a fost anunțată, la 14 aprilie 1930, într-un articol din The New York Times, Armin O. Leuschner⁠(d) a sugerat că întunecarea și marea excentricitatea orbitală a lui Pluto l-a făcut mai asemănător cu un asteroid sau cu o cometă: „Rezultatul Lowell confirmă posibila excentricitate ridicată anunțată de noi pe 5 aprilie. Printre posibilități se numără un asteroid mare perturbat foarte mult pe orbita sa prin apropierea de o planetă majoră precum Jupiter, sau poate fi unul dintre multele obiecte planetare cu perioadă lungă de descoperit încă, sau un o cometă luminoasă." În același articol, Harlow Shapley, directorul Observatorului Harvard, a scris că Pluto era un „membru al Sistemului Solar care nu este comparabil cu asteroizii și cometele cunoscuți și poate de o importanță mai mare pentru cosmogonie decât ar fi o altă planetă majoră dincolo de Neptun”. În 1931, după ce a examinat structura abaterilor⁠(d) longitudinii lui Uranus folosind o formulă trigonometrică, Ernest W. Brown⁠(d) a afirmat (în acord cu E.C. Bower) că presupusele neregularități ale orbitei lui Uranus nu se puteau datora efectului gravitațional al unei planete mai îndepărtate și, prin urmare, presupusa predicție a lui Lowell a fost „pur accidentală”.
La mijlocul secolului al XX-lea estimările masei lui Pluto au fost revizuite în jos. În 1931, Nicholson și Mayall i-au calculat masa pe baza presupusului său efect asupra planetelor gigantice, ca fiind aproximativ egală cu cea a Pământului; o valoare oarecum în acord cu cea de 0,91 din masa Pământului, valoare calculată în 1942 de Lloyd R. Wylie de la Observatorul Naval al statelor Unite, folosind aceleași presupuneri. În 1949 măsurătorile lui Gerard Kuiper ale diametrului lui Pluto cu telescopul de 200" (5,08 m) de la Observatorul Palomar l-au condus la concluzia că era la jumătatea dintre Mercur și Marte și că masa lui era cel probabil aproximativ 0,1 din masa Pământului.
În 1973, pe baza asemănărilor în periodicitatea și amplitudinea variației luminozității cu Triton, Dennis Rawlins a presupus că masa lui Pluto trebuie să fie similară cu cea a lui Triton. Privind retrospectiv, conjectura se dovedește a fi corectă; a fost argumentat de astronomii Walter Baade și E.C. Bower încă din 1934. Însă deoarece masa lui Triton s-a considerat atunci a fi aproximativ 2,5 % din sistemul Pământ-Lună (de peste zece ori valoarea sa reală), determinarea lui Rawlins pentru masa lui Pluto a fost la fel de incorectă. Totuși, a fost o valoare suficient de mică pentru a se trage concluzia că Pluto nu era Planeta X. În 1976, Dale Cruikshank, Carl Pilcher și David Morrison de la Universitatea din Hawaii⁠(d) au analizat spectrele de pe suprafața lui Pluto și au stabilit că trebuie să conțină gheață de metan, care este foarte reflectorizantă. Aceasta însemna că Pluto, departe de a fi întunecat, era de fapt excepțional de strălucitor, prin urmare probabil nu avea mai mult de 1/100 din masa Pământului.
| An   | Masa Pluto/ Masa Pământ | Observatori                     |
| ---- | ----------------------- | ------------------------------- |
| 1931 | 1                       | Nicholson și Mayall             |
| 1942 | 0,91                    | Wylie                           |
| 1948 | 0,1 (1/10)              | Kuiper                          |
| 1973 | 0,025 (1/40)            | Rawlins                         |
| 1976 | 0,01 (1/100)            | Cruikshank, Pilcher, & Morrison |
| 1978 | 0,002 (1/500)           | Christy & Harrington            |
| 2006 | 0,00218 (1/459)         | Buie et al.                     |

Mărimea lui Pluto a fost determinată definitiv în 1978, când astronomul american James W. Christy a descoperit satelitul său Charon. Acest lucru i-a permis, împreună cu Robert Sutton Harrington⁠(d) de la Observatorul Naval al Statelor Unite, să măsoare masa sistemului Pluto-Charon direct observând mișcarea orbitală a satelitului în jurul lui Pluto. Au determinat masa lui Pluto ca fiind 1,31×1022 kg; aproximativ a cinci suta parte din cea a Pământului sau o șesime din cea a Lunii și mult prea mică pentru a explica neregularitățile observate în orbitele planetelor exterioare. Predicția lui Lowell fusese o coincidență: dacă exista o Planetă X, ea nu era Pluto.

### Căutări ulterioare ale PlaneteiX
După 1978 un număr de astronomi au continuat să caute Planeta X a lui Lowell, convinși că, deoarece Pluto nu mai era un candidat viabil, o a zecea planetă, încă neobservată, trebuie să fi perturbat planetele exterioare.
În anii 1980 și 1990, Robert Harrington a condus o căutare pentru a determina cauza reală a neregularitățior aparente. El a calculat că orice Planetă X ar fi la aproximativ trei ori distanța lui Neptun de la Soare; orbita sa ar fi foarte excentrică și puternic înclinată față de ecliptică — orbita planetei s-ar afla la un unghi de aproximativ 32° față de planul orbital al celorlalte planete cunoscute. Această ipoteză a fost primită cu păreri amestecate. Scepticul față de Planet X Brian G. Marsden de la Minor Planet Center a subliniat că aceste discrepanțe erau cu o sutime mai mari decât cele observate de Le Verrier și s-ar putea datora cu ușurință unei erori de observație.
În 1972, Joseph Brady de la Laboratorul Național Lawrence Livermore a studiat neregularitățile din mișcarea Cometei Halley. Brady a susținut că ar fi putut fi cauzate de o planetă de dimensiunea lui Jupiter dincolo de Neptun, la 59 UA, care se află pe o orbită retrogradă în jurul Soarelui. Însă atât Marsden, cât și susținătorul Planetei X P. Kenneth Seidelmann au atacat ipoteza, arătând că cometa Halley ejectează aleatoriu și neregulat jeturi de material, provocând modificări ale propriei sale traiectorii orbitale și că un obiect atât de masiv precum Planeta X a lui Brady ar fi afectat serios orbitele planetelor exterioare cunoscute.
Deși misiunea sa nu a implicat o căutare a planetei X, scurt timp în 1983 observatorul spațial IRAS⁠(d) a făcut vâlvă în presă datorită unui „obiect necunoscut” care a fost descris la început ca „posibil la fel de mare ca planeta uriașă Jupiter și posibil atât de aproape de Pământ încât ar face parte din sistemul solar”. O analiză ulterioară a arătat că dintre mai multe obiecte neidentificate, nouă erau galaxii îndepărtate, iar a zecea a fost un „cirrus infraroșu interstelar”⁠(d); niciunul nu era vreun corp din sistemul solar.
În 1988 A. A. Jackson și R. M. Killen au studiat stabilitatea rezonanței lui Pluto cu Neptun făcând testul „Planetelor X” pentru diferite mase și la diferite distanțe de Pluto. Orbitele lui Pluto și Neptun sunt într-o rezonanță 3:2, ceea ce previne coliziunea lor sau chiar orice apropiere apropiată, indiferent de separarea lor în axa z. S-a constatat că masa obiectului ipotetic trebuia să depășească 5 mase ale Pământului pentru a rupe rezonanța, iar spațiul parametrilor este destul de mare și o mare varietate de obiecte ar fi putut exista dincolo de Pluto fără a perturba rezonanța. Patru orbite de testare ale unei planete transplutoniene au fost integrate pentru o perioadă anterioară de patru milioane de ani pentru a determina efectele unui astfel de corp asupra stabilității rezonanței Neptun-Pluto 3:2. Planetele transplutoniene cu mase între 0,1 și 1,0 de mase Pământului pe orbite la 48,3 și respectiv 75,5 UA, nu perturbă rezonanța 3:2. Planetele testate cu de 5 ori masa Pământului și semiaxe mari de 52,5 și 62,5 UA ar perturba librația de patru milioane de ani a periheliului lui Pluto.

### PlanetaX infirmată
Harrington a murit în ianuarie 1993 fără să fi găsit Planeta X. Cu șase luni înainte, E. Myles Standish⁠(d) a folosit date din zborul din 1989 al lui Voyager 2 spre Neptun, care a revizuit masa totală a planetei în jos cu 0,5 % — o valoare comparabilă cu masa lui Marte — pentru a recalcula efectul gravitațional asupra lui Uranus. Când masa nou determinată a lui Neptun a fost folosită pentru calcularea efemeridelor la Jet Propulsion Laboratory⁠(d), presupusele discrepanțe din orbita uraniană și, odată cu ele, nevoia unei Planete X, au dispărut. Nu există discrepanțe în traiectoria oricărei sonde spațiale, cum ar fi Pioneer 10 , Pioneer 11 , Voyager 1  și Voyager 2 care să poată fi atribuite atracției gravitaționale a unui obiect mare nedescoperit în sistemul solar exterior. Astăzi, majoritatea astronomilor sunt de acord că Planeta X, așa cum a definit-o Lowell, nu există.

## Descoperirea altor obiecte transneptuniene
După descoperirea lui Pluto și Charon, nu au mai fost găsite obiecte transneptuniene până la descoperirea în 1992 a lui 15760 Albion. De atunci au fost descoperite mii de astfel de obiecte. Cele mai multe sunt acum recunoscute ca parte a centurii Kuiper, un roi de corpuri de gheață rămase din formarea sistemului solar, care orbitează în apropierea planul eclipticului chiar dincolo de Neptun. Deși niciunul nu era la fel de mare ca Pluto, unele dintre aceste obiecte transneptuniene îndepărtate, cum ar fi Sedna, au fost inițial descrise în mass-media drept „noi planete”.
În 2005 astronomul Michael E. Brown și echipa sa au anunțat descoperirea lui 2003 UB313 (numit ulterior Eris, după zeița greacă a discordiei și a luptei), un obiect transneptunian care se credea atunci a fi ceva mai mare decât Pluto. Curând după aceea, un comunicat de presă al Jet Propulsion Laboratory de la NASA a descris obiectul drept „a zecea planetă”.
Eris nu a fost niciodată clasificată oficial ca planetă, iar definiția din 2006 a planetelor a definit atât pe Eris, cât și pe Pluto nu ca planete, ci ca planete pitice, deoarece nu și-au curățat vecinătatea⁠(d). Ele nu orbitează singure în jurul Soarelui, ci ca parte a unei mulțimi de obiecte cu dimensiuni similare. Pluto însuși este acum recunoscut ca fiind membru al centurii Kuiper și cea mai mare planetă pitică, mai mare decât mai masiva Eris.
O serie de astronomi, în special Alan Stern⁠(d), șeful misiunii NASA New Horizons la Pluto, susțin că definiția UAI este greșită și că Pluto și Eris, precum și toate marile obiecte transneptuniene, cum ar fi Makemake, Sedna, Quaoar, Gonggong și Haumea, ar trebui considerate planete. Totuși, descoperirea lui Eris nu a reabilitat teoria Planetei X deoarece este mult prea mică pentru a avea efecte semnificative asupra orbitelor planetelor exterioare.

## Propuneri ulterioare de planete transneptuniene
Deși majoritatea astronomilor acceptă că Planeta X a lui Lowell nu există, mulți au reînviat ideea că o planetă mare, încă nevăzută, ar putea crea efecte gravitaționale observabile în sistemul solar exterior. Aceste obiecte ipotetice sunt adesea denumite „Planeta X”, deși situația acestor obiecte poate diferi considerabil de cea propusă de Lowell.

### Orbitele obiectelor îndepărtată

Orbita Sednei (roșu) în raport cu orbitele lui Jupiter (portocaliu), Saturn (galben), Uranus (verde), Neptun (albastru) și Pluto (violet)

#### Orbita Sednei
Când a fost descoperită Sedna, orbita sa extremă a ridicat semne de întrebare cu privire la originea sa. Periheliul său este atât de îndepărtat (aproximativ la 76 UA) încât niciun mecanism observat în prezent nu poate explica orbita excentrică a Sednei. Este prea departe de planete pentru a fi afectată de atracția gravitațională a lui Neptun sau a celorlalte planete gigantice și prea legat de Soare pentru a fi afectat de forțele exterioare, cum ar fi mareea galactică. Ipotezele pentru a explica orbita sa sunt că a fost afectată de o stea în trecere, că a fost capturată dintr-un alt sistem planetar sau că a fost trasă în poziția sa actuală de o planetă transneptuniană. Cea mai evidentă soluție pentru a determina orbită particulară a Sednei ar fi localizarea unui număr de obiecte într-o regiune similară, ale căror configurații orbitale diferite ar oferi o indicație cu privire la istoria lor. Dacă Sedna ar fi fost atrasă pe orbita sa de o planetă transneptuniană, orice alte obiecte găsite în regiunea sa ar avea un periheliu similar cu Sedna (circa 80 UA).

#### Afectarea orbitelor centurii Kuiper
În 2008 Tadashi Mukai și Patryk Sofia Lykawka au sugerat că o planetă îndepărtată de mărimea lui Marte sau a Pământului, în prezent pe o orbită extrem de excentrică, între 100 și 200 UA și o perioadă orbitală de 1000 de ani cu o înclinație de 20° până la 40° a fost responsabilă pentru structura centurii Kuiper. Ei au propus ideea că perturbațiile date de această planetă au afectat excentricitățile și înclinațiile obiectelor transneptuniene, au trunchiat discul planetoidal la 48 UA și au detașat de Neptun orbitele obiectelor precum Sedna. În timpul migrației lui Neptun se presupune că Sedna a fost prinsă într-o rezonanță exterioară a lui Neptun și că a evoluat într-o orbită perihelială mai înaltă datorită mecanismului Kozai⁠(d), care a lăsat obiectele transneptuniene rămase pe orbite stabile.

#### Orbite alungite ale grupului de obiecte din centura Kuiper
În 2012, Rodney Gomes a modelat orbitele a 92 de obiecte din centura Kuiper și a descoperit că șase dintre aceste orbite erau mult mai alungite decât a prezis modelul. El a tras concluzia că cea mai simplă explicație ar fi atracția gravitațională a unui însoțitor planetar îndepărtat, cum ar fi un obiect de mărimea lui Neptun la 1500 UA. Acest obiect ar determina oscilarea argumentelor periheliilor obiectelor cu semiaxe mari mai mari de 300 UA, plasându-le pe orbite de intersectare cu planete precum (308933) 2006 SQ372⁠(d) și (87269) 2000 OO67⁠(d) sau orbite detașate ca cea a Sednei.

#### A noua planetă

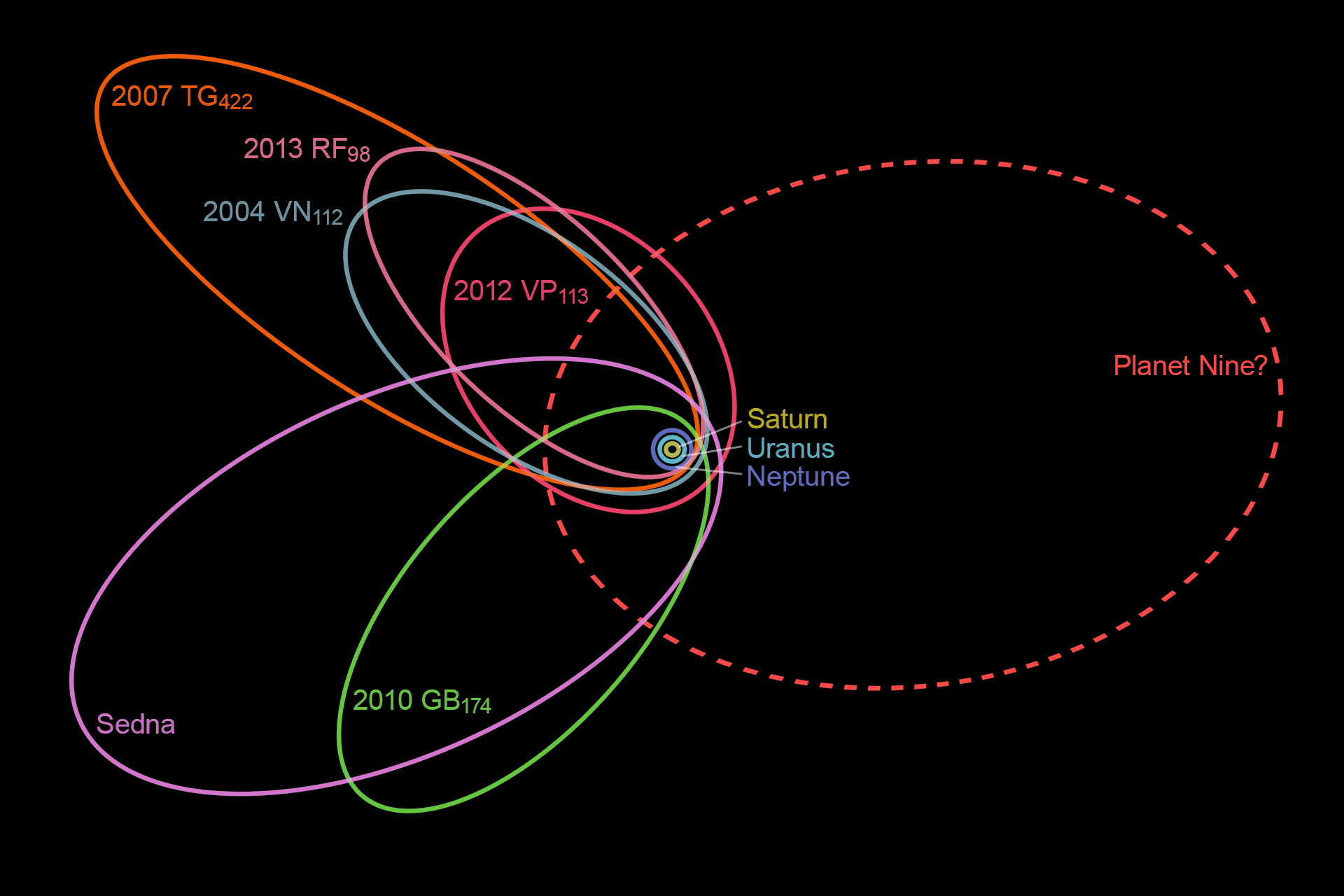
Predicția orbitei ipotetice a Planetei Nouă pe baza grupării unice

Când astronomii au anunțat în 2014 descoperirea lui 2012 VP113, un obiect mare cu o orbită de 4200 de ani asemănătoare Sednei și un periheliu de aproximativ 80 UA, care i-a determinat să sugereze că oferă dovezi ale unei potențiale planete transneptuniene, Chadwick Trujillo⁠(d) și Scott S. Sheppard⁠(d) au susținut că gruparea orbitală a argumentelor periheliilor lui 2012 VP113 și a altor obiecte transneptuniene extrem de îndepărtate sugerează existența unui „super-Pământ” având o masă între 2 și 15 mase ale Pământului, dincolo de 200 UA și posibil pe o orbită înclinată, la 1500 UA.
În 2014 astronomii de la Universitatea Complutense din Madrid au sugerat că datele disponibile indică de fapt mai mult de o planetă transneptuniană; lucrările ulterioare sugerează în continuare că dovezile sunt suficient de solide, dar nu neapărat legate de longitudinele nodurilor ascendente, iar argumentele periheliilor, semiaxelor mari și distanțele nodale ar putea fi indicatorii. Lucrări suplimentare bazate pe orbitele mai exacte ale 39 de obiecte indică în continuare că mai mult de un perturbator ar putea fi prezent și că unul dintre ele ar putea orbita Soarele la 300–400 UA.
La 20 ianuarie 2016 Brown și Konstantin Batygin au publicat un articol care coroborează descoperirile inițiale ale lui Trujillo și Sheppard, propunând un super-Pământ (numit a noua planetă) bazat pe o grupare statistică a argumentelor periheliilor (v. mai sus) aproape de zero și, de asemenea, noduri ascendente lângă 113° a șase obiecte transneptuniene îndepărtate. Ei au estimat că super-Pământul are de zece ori masa Pământului (aproximativ 60 % din masa lui Neptun) cu o semiaxă mare de aproximativ 400–1500 UA.

### Probabilitate
Chiar și fără dovezi gravitaționale, Mike Brown, descoperitorul Sednei, a susținut că orbita de 12 000 de ani a Sednei înseamnă că numai probabilitatea sugerează că un obiect de dimensiunea Pământului există dincolo de Neptun. Orbita Sednei este atât de excentrică încât își petrece doar o mică parte din perioada sa orbitală lângă Soare, unde poate fi observată cu ușurință. Aceasta înseamnă că, cu excepția cazului în care descoperirea sa a fost un accident ciudat, probabil că există o populație substanțială de obiecte cu aproximativ diametrul Sednei care nu au fost încă observate în zona sa orbitală. Mike Brown a afirmat că
„Sedna are aproximativ trei sferturi din mărimea lui Pluto. Dacă [acolo] există șaizeci de obiecte de trei sferturi din mărimea lui Pluto, atunci probabil există patruzeci de obiecte de dimensiunea lui Pluto... Dacă există patruzeci de obiecte de dimensiunea lui Pluto, atunci probabil că sunt zece care au de două ori dimensiunea lui Pluto. Probabil că există trei sau patru care au dimensiunea de trei ori mai mare decât Pluto, iar cel mai mare dintre aceste obiecte... este probabil dimensiunea lui Marte sau a Pământului.”
Totuși, Brown observă că, deși s-ar putea apropia de, sau depăși mărimea Pământului, dacă un astfel de obiect ar fi găsit, totuși ar fi conform definiției actuale o „plană pitică”, deoarece nu și-a curățat suficient vecinătatea.

### Limita Kuiper și „a zecea planetă”
În plus, speculațiile asupra unei posibile planete transneptuniene s-au învârtit în jurul așa-numitei „limite Kuiper”. Centura Kuiper se termină brusc la o distanță de 48 UA de Soare. Brunini și Melita au speculat că această oprire bruscă poate fi atribuită prezenței unui obiect cu o masă între cea a lui Marte și a Pământului, situat dincolo de 48 UA.
Prezența unui obiect cu o masă similară cu cea a lui Marte pe o orbită circulară la 60 UA duce la o populație de obiecte transneptuniene incompatibilă cu observațiile. De exemplu, ar epuiza serios populația plutino. Astronomii nu au exclus posibilitatea ca un obiect cu o masă similară cu cea a Pământului să fie situat mai departe de 100 UA cu o orbită excentrică și înclinată. Simulările pe computer realizate de Patryk Lykawka de la Universitatea din Kobe⁠(d) au sugerat că un obiect cu o masă cuprinsă între 0,3–0,7 din masa Pământului, ejectat în exterior de Neptun la începutul formării sistemului solar și care în prezent s-ar afla pe o orbită alungită între 101–200 UA de la Soare ar putea explica limita Kuiper și obiectele detașate ciudate, cum ar fi Sedna și 2012 VP113.
Deși unii astronomi, cum ar fi Renu Malhotra și David Jewitt, au susținut cu prudență aceste afirmații, alții, precum Alessandro Morbidelli, le-au respins ca fiind „năcocite”. Malhotra și Volk (2017) au susținut că o variație neașteptată a înclinației pentru obiectele dincolo de limita Kuipert de 50 UA a furnizat dovezi ale unei posibile planete de mărimea lui Marte, posibil având masa până la de 2,4 ori masa Pământului, care s-ar afla la marginea Sistemului Solar, pe care multe surse de știri au început să-l numească „a zecea planetă”. La scurt timp după ce a fost propusă, Lorenzo Iorio a arătat că ipotetica existență a planetei nu poate fi exclusă de datele obținute în timpul misiunii Cassini–Huygens.
Începând din 2018, mai multe căutări au descoperit mai multe obiecte situate dincolo de limita Kuiper. Unele dintre aceste noi descoperiri sunt aproape de heliopauză (120 UA) sau mult dincolo de aceasta (2018 VG18, 2018 AG37, 2020 BE102, 2020 MK53). O analiză a datelor obiectelor transneptuniene disponibile înainte de septembrie 2023 arată că există un spațiu gol la aproximativ 72 UA, departe de orice rezonanță de mișcare cu Neptun. Este posibil ca un astfel de spațiu gol să fi fost produs de un perturbator masiv situat mai departe.

### Alte planete propuse
Tyche a fost un gigant gazos ipotetic propus a fi localizat în norul Oort al sistemului solar. A fost propus pentru prima dată în 1999 de către astrofizicienii John Matese, Patrick Whitman și Daniel Whitmire de la Universitatea din Louisiana din Lafayette⁠(d). Ei au susținut că dovezile existenței lui Tyche ar putea fi văzute într-o presupusă abatere a punctelor de origine pentru cometele lung periodice. În 2013, Matese și Whitmire au reevaluat datele cometelor și au remarcat că Tyche, dacă ar exista, ar fi detectabil în arhiva de date care a fost colectată de telescopul WISE al NASA. În 2014 NASA a anunțat că WISE a exclus orice obiect cu caracteristicile lui Tyche, indicând faptul că Tyche, conform ipotezei lui Matese, Whitman și Whitmire, nu există.
Teoria oligarhilor despre formarea planetelor afirmă că în primele etape ale evoluției sistemului solar au existat sute de obiecte de mărimea unei planete, cunoscute sub numele de oligarhi. În 2005 astronomul Eugene Chiang a speculat că deși unii dintre acești oligarhi au devenit planetele pe care le cunoaștem astăzi, majoritatea ar fi fost aruncați în afară de interacțiunile gravitaționale. Este posibil ca unii să fi scăpat cu totul din sistemul solar pentru a deveni planete interstelare, în timp ce alții ar fi orbitat într-un halou în jurul sistemului solar, cu perioade orbitale de milioane de ani. Această aureolă s-ar afla între 1000–10000 UA de Soare, sau între o treime și o treizecime din distanța până la norul lui Oort.
În decembrie 2015 astronomii de la Atacama Large Millimeter Array (ALMA) au detectat o serie scurtă de impulsuri de 350 GHz despre care au ajuns la concluzia că trebuie să provină fie de la o serie de surse independente, fie de la o singură sursă cu mișcare rapidă. Decizând că acesta din urmă este cazul cel mai probabil, au calculat pe baza vitezei sale că, dacă ar fi legat de Soare, obiectul, pe care l-au numit „Gna” după o zeiță mesageră rapidă⁠(d) din mitologia nordică, ar avea o distanță de aproximativ 12–25 UA și un diametru de planetă pitică de 220–880 km. Totuși, dacă ar fi o planetă interstelară care nu este legată gravitațional de Soare și la o distanță de până la 4000 UA, ar putea fi mult mai mare. Lucrarea nu a fost niciodată acceptată oficial și a fost retrasă până la confirmarea detectării. Reacțiile oamenilor de știință la anunț au fost în mare parte sceptice; Mike Brown a comentat că „Dacă este adevărat că ALMA a descoperit accidental un obiect masiv din Sistemul Solar exterior în minusculul, minusculul, minusculul său câmp de vedere, asta ar sugera că există ceva de genul a 200 000 de planete de dimensiunea Pământului în sistemul solar exterior ... Și mai bine, tocmai mi-am dat seama că atâtea planete de dimensiunea Pământului existente ar destabiliza întregul Sistem Solar și vom muri cu toții.” 

## Restrângeri privind planetele suplimentare
Începând cu 2023, următoarele observații restrâng serios masa și distanța oricărei posibile planete suplimentare din sistemul solar:
- O analiză a observațiilor în infraroșul mijlociu cu telescopul WISE a exclus posibilitatea existenței unui obiect de mărimea lui Saturn (cu masa de 95 de ori masa Pământului) la 10 000 UA și un obiect de mărimea lui Jupiter sau mai mare până la 26 000 UA.[7] De atunci WISE a continuat să obțină date, iar NASA a invitat publicul să ajute la căutarea acestor corpuri pentru a dovedi existența planetelor dincolo de aceste limite, prin intermediul proiectului științific pentru populație Backyard Worlds⁠(d) (în română Lumi din Curte).[100]

- Folosind date moderne despre precesia anormală a periheliului lui Saturn, al Pământului și al lui Marte, Lorenzo Iorio a concluzionat că orice planetă necunoscută cu o masă de 0,7 ori mai mare decât cea a Pământului trebuie să fie mai departe de 350–400 UA, unul cu o masă de două ori mai mare decât cea a Pământului, mai departe de 496–570 UA și în cele din urmă unul cu o masă de 15 ori mai mare decât cea a Pământului, mai departe de 970–1111 UA.[101] Mai mult, Iorio a afirmat că efemeridele moderne ale planetelor exterioare ale sistemului solar au restrângeri și mai stricte: niciun corp ceresc cu o masă de 15 ori mai mare decât cea a Pământului nu poate exista mai aproape de 1100–1300 UA.[102] Totuși, lucrările unui alt grup de astronomi care utilizează un model mai cuprinzător al sistemului solar au constatat că concluzia lui Iorio a fost doar parțial corectă. Analiza lor a datelor misiunii Cassini–Huygens privind abaterile orbitale ale lui Saturn a constatat că observațiile au fost inconsecvente cu un corp planetar cu orbita și masa similare cu cele ale Batygin și a noua planetă a lui Brown având o anomalie adevărată de la −130° la −110° sau de la −65° la 85°. Mai mult, analiza a constatat că orbita lui Saturn este puțin mai bine explicată dacă un astfel de corp este situat la o anomalie adevărată de 117,8°+11°
−10°. În această poziție, ar fi la aproximativ 630 UA de Soare.[103]

- Folosind date publice despre orbitele obiectelor transneptuniene extreme, s-a confirmat că există o asimetrie semnificativă statistic (62σ) între cele mai scurte distanțe nodale reciproce ascendente și descendente; în plus, au fost găsite mai multe perechi de orbite foarte improbabil (p < 0,0002) corelate cu distanțe nodale reciproce de până la 0,2 UA la 152 UA de baricentrul sistemului solar sau de la 1,3 AU pînă la 339 AU.[104] Ambele descoperiri sugerează că perturbatorii masivi pot exista la sute de UA de la Soare și sunt dificil de explicat în contextul unei distribuții uniforme a orientărilor orbitale în zona cea mai îndepărtată a sistemului solar.[105]